# Quintã de Pêro Martins
Quintã de Pêro Martins is een plaats (freguesia) in de Portugese gemeente Figueira de Castelo Rodrigo en telt 206 inwoners (2001).